# جاستن براون (لاعب كرة قدم أمريكية)
جاستن براون (بالإنجليزية: Justin Brown)‏ هو لاعب كرة قدم أمريكية أمريكي، ولد في 10 مارس 1991 في شلتنهام في المملكة المتحدة.

## وصلات خارجية
- جوستين براون على موقع مرجع كرة القدم المحترفة.كوم (الإنجليزية)